# Cooper City, Florida
Cooper City är en stad (city) i Broward County, i delstaten Florida, USA. Enligt United States Census Bureau har staden en folkmängd på 29 076 invånare (2011) och en landarea på 20,8 km².